# Ponikło igłowate
Ponikło igłowate (Eleocharis acicularis) – gatunek kosmopolitycznej rośliny z rodziny ciborowatych. Występuje w wodach stojących Australii, Azji, Europy i Ameryki. W Polsce rozpowszechniony na niżu.

## Morfologia

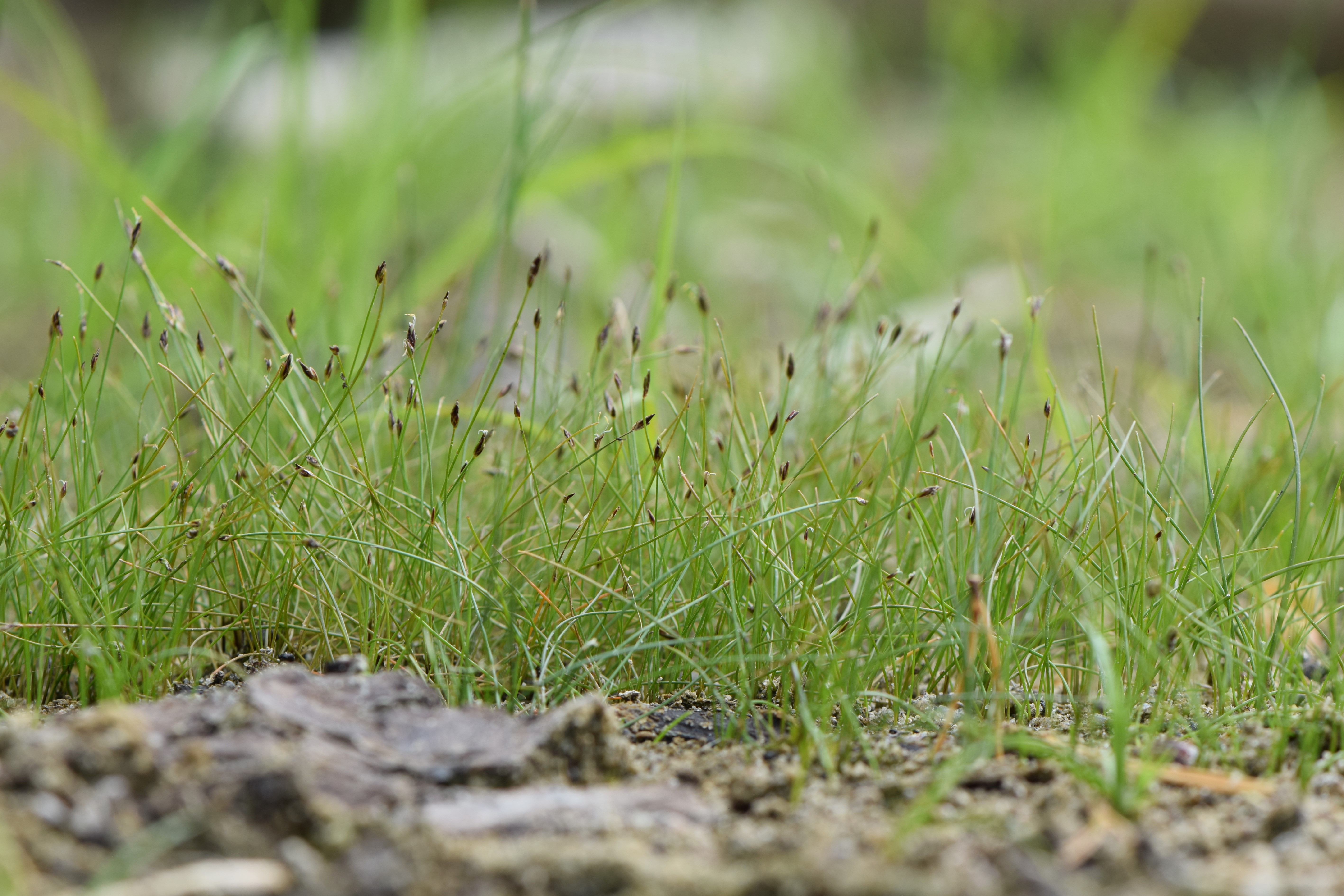
Pokrój

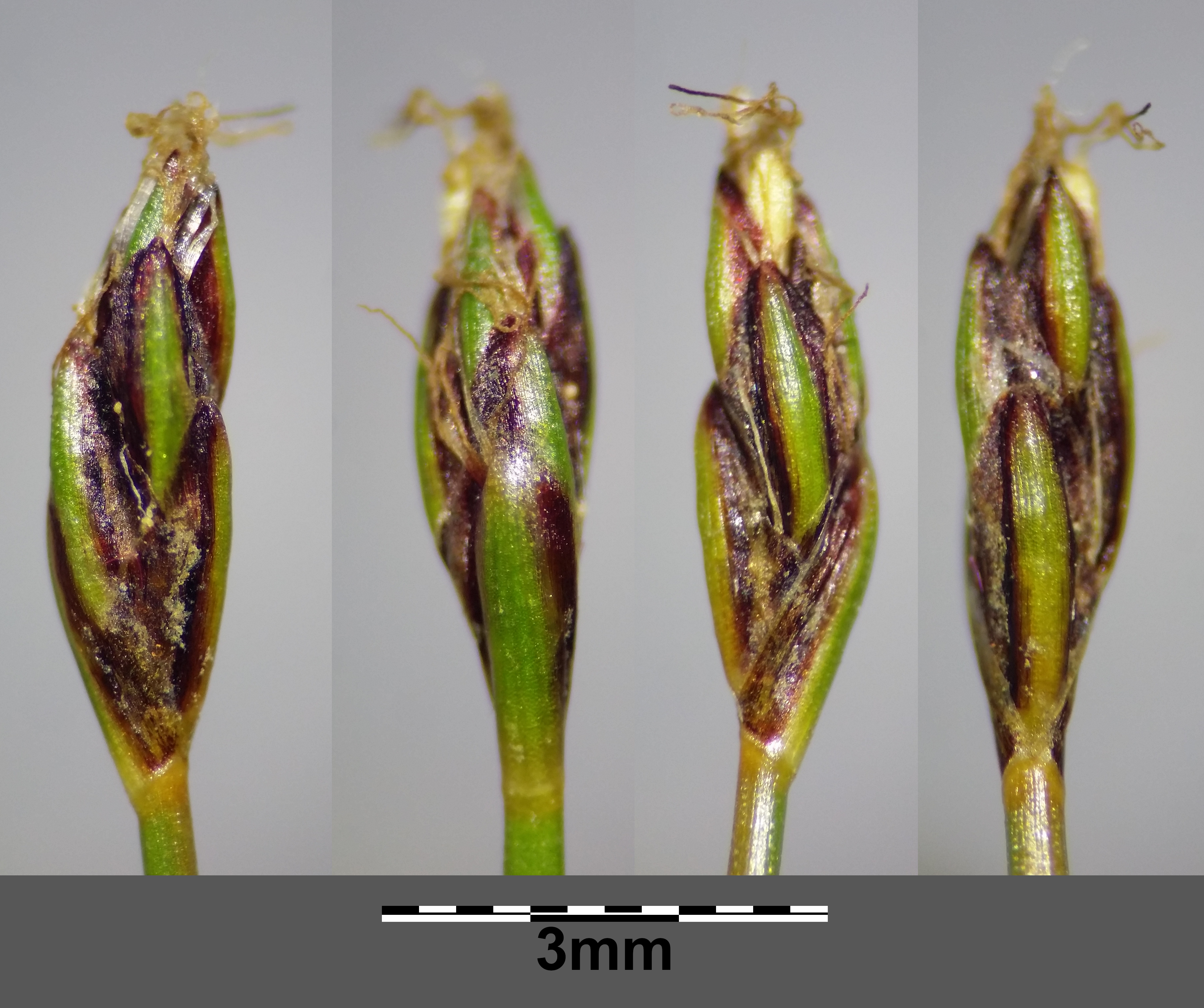
Kwiatostan

PokrójRoślina osiąga od 2 do 20 cm wysokości i tworzy luźne darnie.
ŁodygaŁodygi wyrastają z pełzającego kłącza. Są jasnozielone, delikatne i cienkie, cztero- lub trójkanciaste, w dolnej części otulone purpurowo nabiegłymi pochwami.
KwiatyKwiatostan w postaci podłużnie jajowatego, zaostrzonego kłosa rozwija się na szczycie łodygi. Osiąga od 2 do 4 mm długości i zawiera od 4 do 11 kwiatów. Przysadki są jajowate, na końcu tępe, na brzegu jaśniej obrzeżone, poza tym brunatne z zieloną smugą. Każdy kwiat składa się z 3 pręcików i słupków oraz 2 do 4 szczecinek okwiatu, szorstkich i odpadających.
OwoceOwoce są siateczkowato żeberkowane.

## Zastosowanie
Gatunek uprawiany w akwariach. Gęsty porost tej rośliny dla ryb wycierających się w toni wodnej, pozwala ikrze mieć swoje schronienie. Z płożącego się kłącza wyrastają odrosty tworzące "trawnik", który może rozrosnąć się na całe podłoże.
| Zalecane warunki w akwarium | Zalecane warunki w akwarium                       |
| --------------------------- | ------------------------------------------------- |
| Zbiornik                    | od małego po duży                                 |
| Temperatura wody            | temperatura pokojowa: 15-25°C                     |
| pH                          | 6-7,5                                             |
| Oświetlenie                 | wymaga jasnego oświetlenia                        |
| Hodowla                     | bez specjalnych wymagań, nie lubi cienia          |
| Rozmnażanie                 | poprzez rozłogi, jak również przez podział kłączy |